# 1871 en France
Chronologie de la France
- 1867
- 1868
- 1869
- 1870
- 1871
- 1872
- 1873
- 1874
- 1875

Cette page concerne l'année 1871 du calendrier grégorien.

## Événements

### Janvier

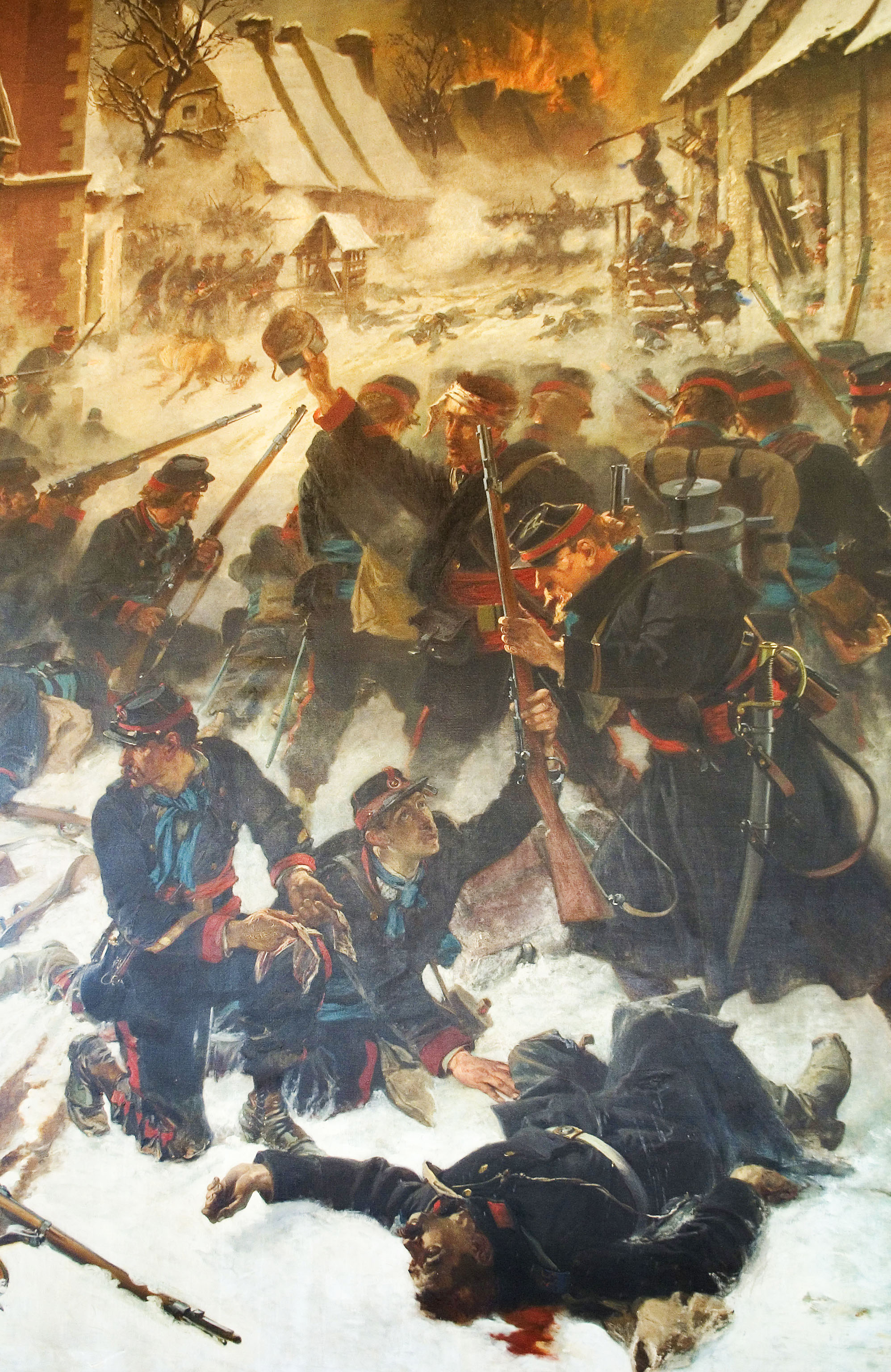
3 janvier : bataille de Bapaume.

- 3 janvier : succès de l'armée du Nord à Bapaume. Le général Faidherbe n'exploite pas sa victoire[1].
- 5 janvier : début du bombardement des quartiers sud de Paris par l'artillerie allemande[2].
- 9 janvier :
  - victoire française  de l'armée de l'Est à la bataille de Villersexel[1].
  - capitulation de Péronne[1].
- 11-12 janvier : défaite de la deuxième Armée de la Loire au Mans[1].
- 15-17 janvier : échec à Héricourt de l'armée de l'Est (Général Bourbaki) qui doit se réfugier en Suisse[1].
- 17 janvier : apparition de la Vierge à Pontmain, en Mayenne[3].
- 18 janvier : le roi de Prusse Guillaume Ier est proclamé empereur allemand dans la galerie des Glaces du château de Versailles[4].
- 19 janvier :
  - défaite de l'armée du Nord (Faidherbe) à Saint-Quentin[1].
  - échec sanglant d'une tentative de sortie de l'armée de Paris à la bataille de Buzenval[1]. Le général Trochu démissionne le 21 janvier[5].
- 21 - 23 janvier : résistance de Garibaldi à la troisième bataille de Dijon[6].

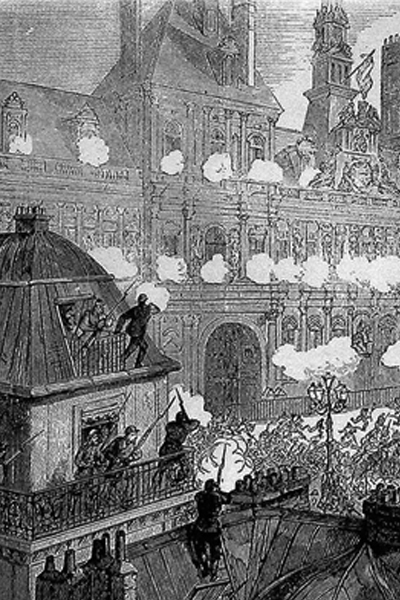
L'Hôtel de Ville de Paris le 22 janvier.

- 22 janvier : soulèvement à Paris contre le Gouvernement de la Défense nationale. Le maire-adjoint Gustave Chaudey ordonne de tirer sur la foule[7].
- 24 janvier : début du bombardement des quartiers nord de Paris par l'artillerie allemande[2].
- 28 janvier : chute de Paris, après un long siège (18 septembre 1870-28 janvier 1871). Signature de la convention d'armistice entre le comte de Bismarck, chancelier de la Confédération germanique et Jules Favre, ministre des affaires étrangères du gouvernement de la Défense nationale[4].

### Février

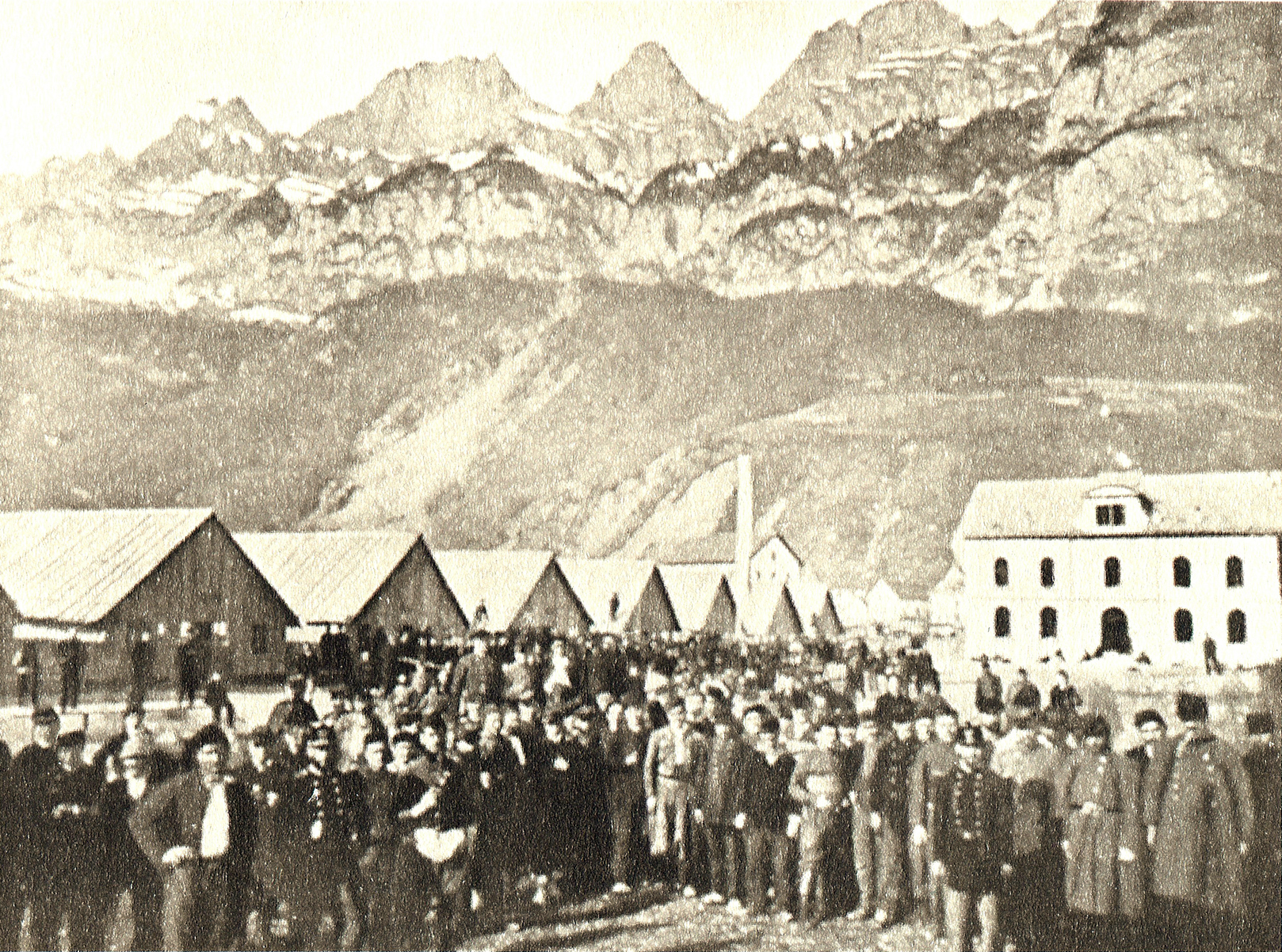
Soldats de l'armée de l'Est internés à Walenstadt en 1871

- 1er février : retraite de l'armée de l'Est en Suisse dite retraite de Bourbaki[1].
- 6 février : apprenant la capitulation de Paris, Léon Gambetta démissionne de son poste de ministre de l'Intérieur du Gouvernement de la Défense nationale réfugié à Bordeaux[5].
- 8 février : élections d'une Assemblée nationale. Succès des conservateurs à majorité monarchiste, issus de la province, qui désirent la paix et s’opposent aux élus parisiens à majorité républicaine[8].

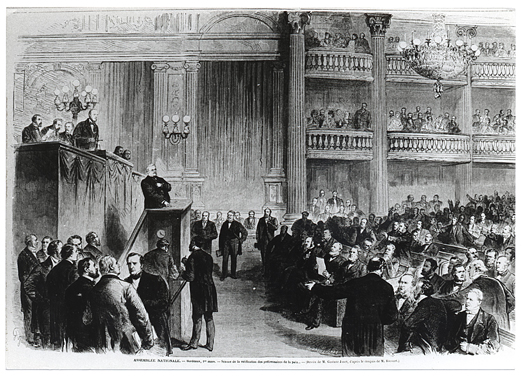
L'assemblée nationale à Bordeaux.

- 12 février : l'assemblée nationale se réunit à Bordeaux, Paris étant assiégé par les Allemands[9].
- 13 février : le colonel Denfert-Rochereau, commandant de la place de Belfort, reçoit l'ordre d'évacuer la place. Les troupes françaises évacuent la ville le 18 février avec armes et bagages[10].
- 17 février :
  - Adolphe Thiers est élu par l'Assemblée de Bordeaux chef du pouvoir exécutif de la République française[11] (poste différent de celui de Président de la République).
  - protestation des députés de l'Alsace-Lorraine contre son annexion à l'Allemagne lue à l'Assemblée de Bordeaux[12].
- 19 février : gouvernement Jules Dufaure[13].
- 22 février : fondation du journal Le Cri du peuple ; Jules Vallès en est le rédacteur en chef. Il parait jusqu'au 23 mai 1871 puis est relancé en 1883[14].
- 24 février : des bataillons de la garde nationale de Paris défilent place de la Bastille en commémoration de la révolution de février, pour la poursuite de la guerre et contre le désarmement de Paris. Les manifestations se prolongent les jours suivant. Le 26, dans la soirée, un agent de police , le sous-brigadier Bernardin Vincenzini, meurt noyé après avoir été jeté par la foule dans la Seine[15].
- 26 février : signature à Versailles des préliminaires de paix entre la France et l’Allemagne[4].

### Mars

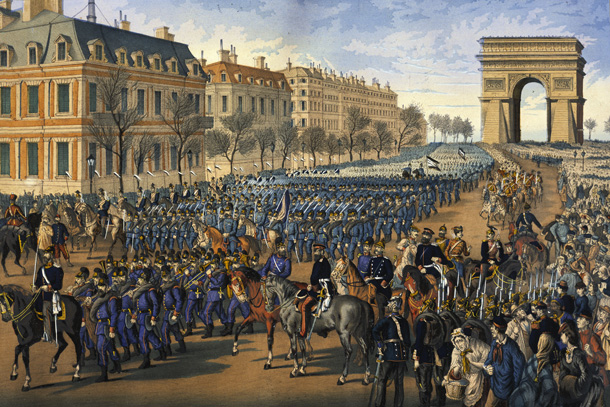
Les troupes prussiennes paradent sur les Champs-Élysées.

- 1er mars : ratification du traité préliminaire de paix par l'Assemblée nationale réunie à Bordeaux par 546 voix contre 107[16]. Deuxième protestation de Bordeaux pour tenter d'empêcher la ratification des préliminaires de paix[12] et décès du maire de Strasbourg Émile Küss, terrassé par une crise cardiaque après l'abandon de l'Alsace[17].
- 1er-3 mars : les troupes prussiennes occupent symboliquement les quartiers ouest de Paris et défilent sur les Champs-Élysées[9].
- 3 mars : 
  - le général d'Aurelle de Paladines est nommé par Thiers commandant en chef de la Garde nationale[16].
  - les délégués des bataillons de la Garde nationale réunis à Tivoli-Vauxhall adoptent les statuts de leur organisation[18].
- 7 mars : le gouvernement abroge le moratoire sur les biens déposés au Mont-de-piété[16].
- 9 mars : le suffrage universel masculin est accordé à deux communes « françaises » du Sénégal : Saint-Louis et Gorée (plus tard Dakar et Rufisque). Leurs députés siègeront à l’Assemblée nationale[19].
- 10 mars : pacte de Bordeaux entre les différentes parties du gouvernement, suspendant toute décision sur la nature du régime[9]. L'Assemblée nationale décide de transférer son siège à Versailles et non à Paris. Abrogation du moratoire sur les loyers et les effets de commerce. Suppression par l’Assemblée nationale de la solde des gardes nationaux[16].
- 10-15 mars : constitution du Comité central de la Garde nationale[16].
- 11 mars : un décret du général Vinoy commandant en chef de l'armée de Paris suspend six journaux républicains[16].
- 15 mars : Thiers revient avec son gouvernement à Paris[9].
- 16 mars : début de la révolte des Mokrani, la plus importante insurrection depuis la conquête de l'Algérie, menée par le cheikh Mohamed Amekran et le Cheikh Aheddad, chef de la confrérie des Rahmaniya, en Kabylie[20].
- 17 mars : arrestation du socialiste révolutionnaire Louis Auguste Blanqui, emprisonné à Cahors[9].

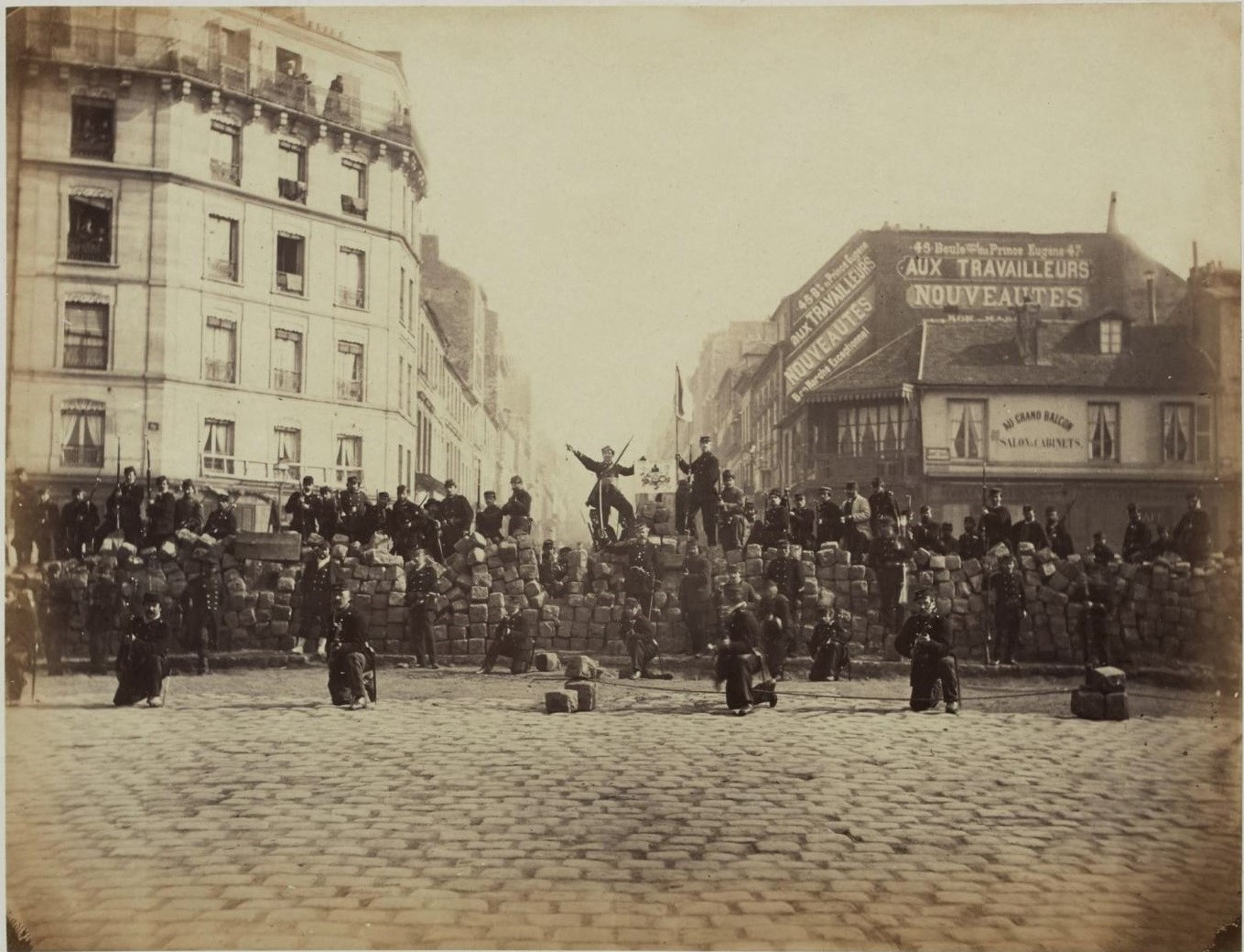
Une barricade de la Commune de Paris, le 18 mars 1871.

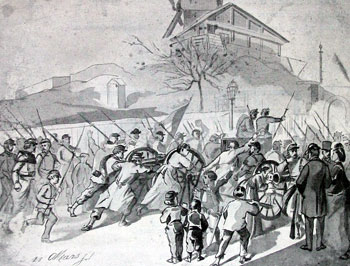
Les gardes nationaux du Comité Central remontant à leur parc, les canons de Montmartre le 18 mars 1871

- 18 mars : insurrection de la population parisienne. Début des deux mois d’insurrection de la Commune de Paris en réaction à la défaite française de la guerre franco-prussienne de 1870[21]. Échec de la tentative des troupes gouvernementales de s'emparer des canons de Montmartre. Dans la nuit du 17 au 18 mars, Thiers décide de désarmer Paris (227 canons de la garde nationale à Montmartre et à Belleville). Le 88e de ligne, chargé de prendre les canons de Montmartre, est encerclé par la garde nationale et la foule, avec laquelle la troupe commence à fraterniser. Les officiers sont désarmés. Les généraux Lecomte et Clément-Thomas sont arrêtés et fusillés à la mairie du XVIIIe arrondissement, malgré l’intervention du maire Georges Clemenceau et d’officiers communards[16]. Thiers part avec le gouvernement à Versailles afin de ne pas se trouver prisonnier des insurgés. Il refuse de négocier, posant comme préalable le désarmement de la garde nationale. Un gouvernement populaire, le Comité central de la garde nationale est constitué[9].
- 19 mars : proclamation de la Fédération de la Garde nationale. Le Comité central de la Garde nationale annonce des élections communales[16].
- 19-24 mars : échec des négociations entre les maires d'arrondissement et députés de Paris, rassemblés à la Mairie du 2e arrondissement et le Comité central de la Garde nationale, installé à l'Hôtel de Ville, pour éviter la guerre civile[16].

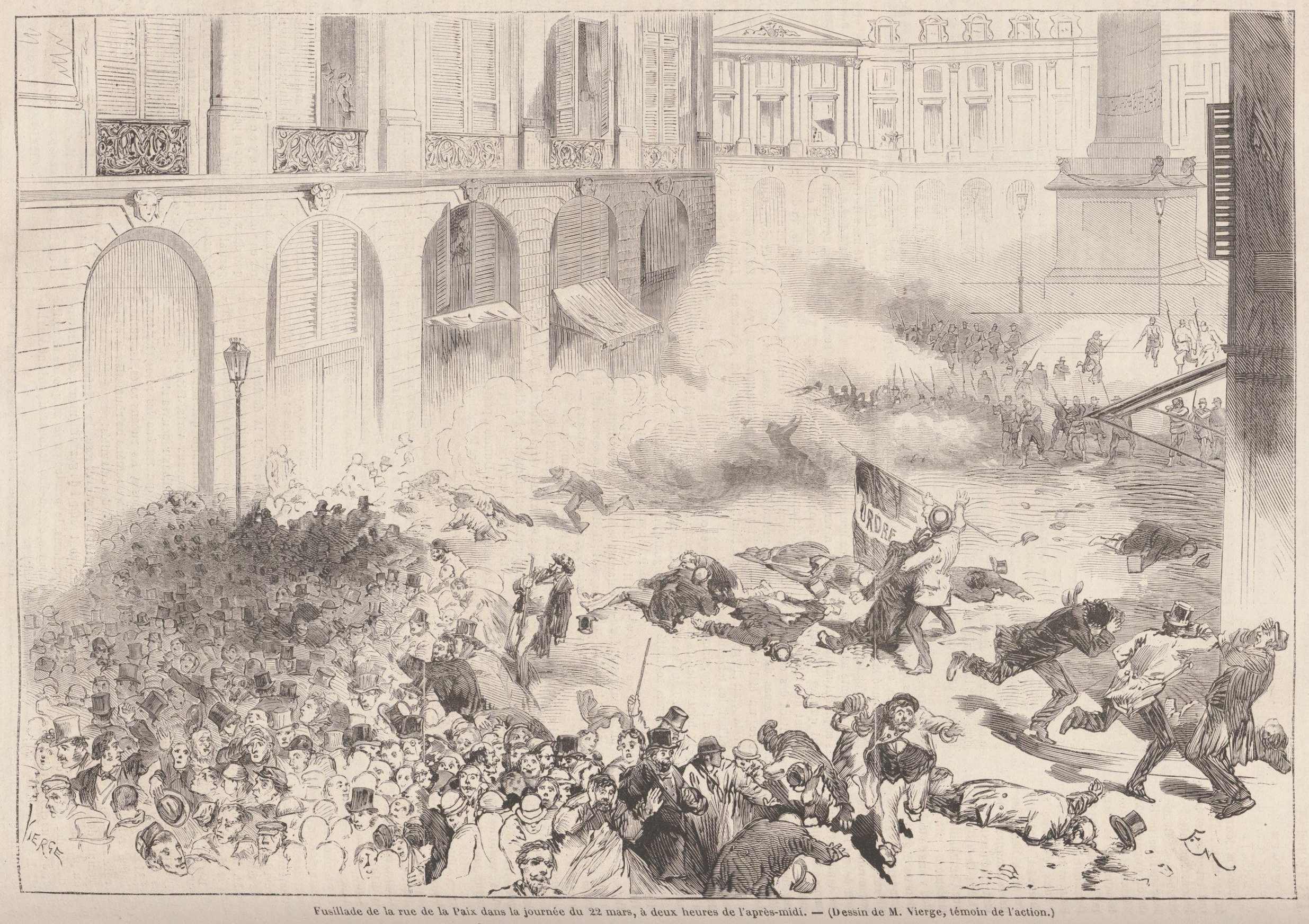
Fusillade de la rue de la Paix dans la journée du 22 mars, (dessin de Daniel Vierge publié dans Le Monde Illustré, 1er avril 1871.

- 22 mars : la garde nationale disperse la manifestation des « Amis de l'ordre » place Vendôme ; il y a une dizaine de morts[22].
- 22-25 mars : proclamation de la commune de Lyon[16].
- 23 mars-4 avril : commune de Marseille dirigée par l'avocat des pauvres, Gaston Crémieux[16].
- 23 mars : loi portant création de bataillons volontaires destiné à combattre l'insurrection de la Commune de Paris[23].
- 24 mars : proclamation de la Commune de Narbonne[16].

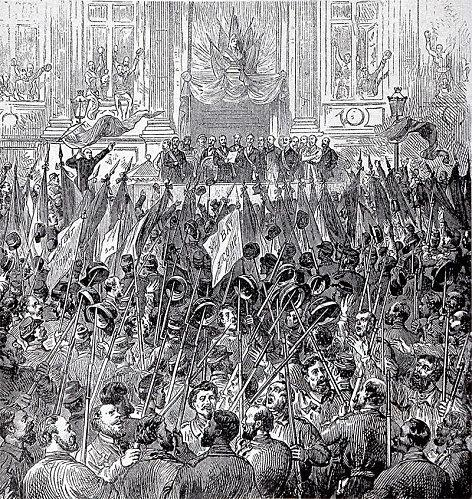
28 mars : proclamation de la Commune.

- 24-28 mars : proclamation de la commune de Saint-Étienne. Le préfet Henri de L'Espée est tué lors d'une fusillade le 25 mars[16].
- 26 mars : 
  - proclamation de la commune du Creusot[16].
  - élections de la Commune de Paris. Les Parisiens élisent un conseil communal de 90 membres qui prend le nom de Commune de Paris (majorité jacobine et blanquiste, minorité de révolutionnaires indépendants favorable à une fédération des Communes de France) : Rochefort, Delescluze, Pyat, Gambon, Blanqui, Ferré, Rigault, Clément, Courbet, Vallès, etc[9].
- 27 mars : les troupes allemandes entrent à Bitche[24].

- 28 mars : proclamation de la Commune de Paris à l'hôtel de ville[9]. Lors de son entrée à l’Hôtel-de-Ville, le conseil municipal reçoit ses pouvoirs du Comité central. Le mouvement est suivi dans certaines grandes villes de province (Lyon, Marseille, Narbonne, Toulouse, Saint-Étienne) sans gagner les campagnes.
- 29 mars :
  - Mort d'épuisement et de désespoir du maire de Metz Félix Maréchal.
  - la Commune affirme son identité révolutionnaire par l'adoption d'un manifeste érigeant en principe « la Révolution victorieuse »[9]. Elle nomme dix commissions, abolit la conscription et les armées permanentes, remplacées par la seule Garde nationale, remet les trois derniers termes de loyers et suspend les ventes des objets déposés au Mont-de-piété[16].
  - l’amiral de Gueydon devient gouverneur général civil de l’Algérie (fin en 1873)[20].

### Avril
- 2 avril :

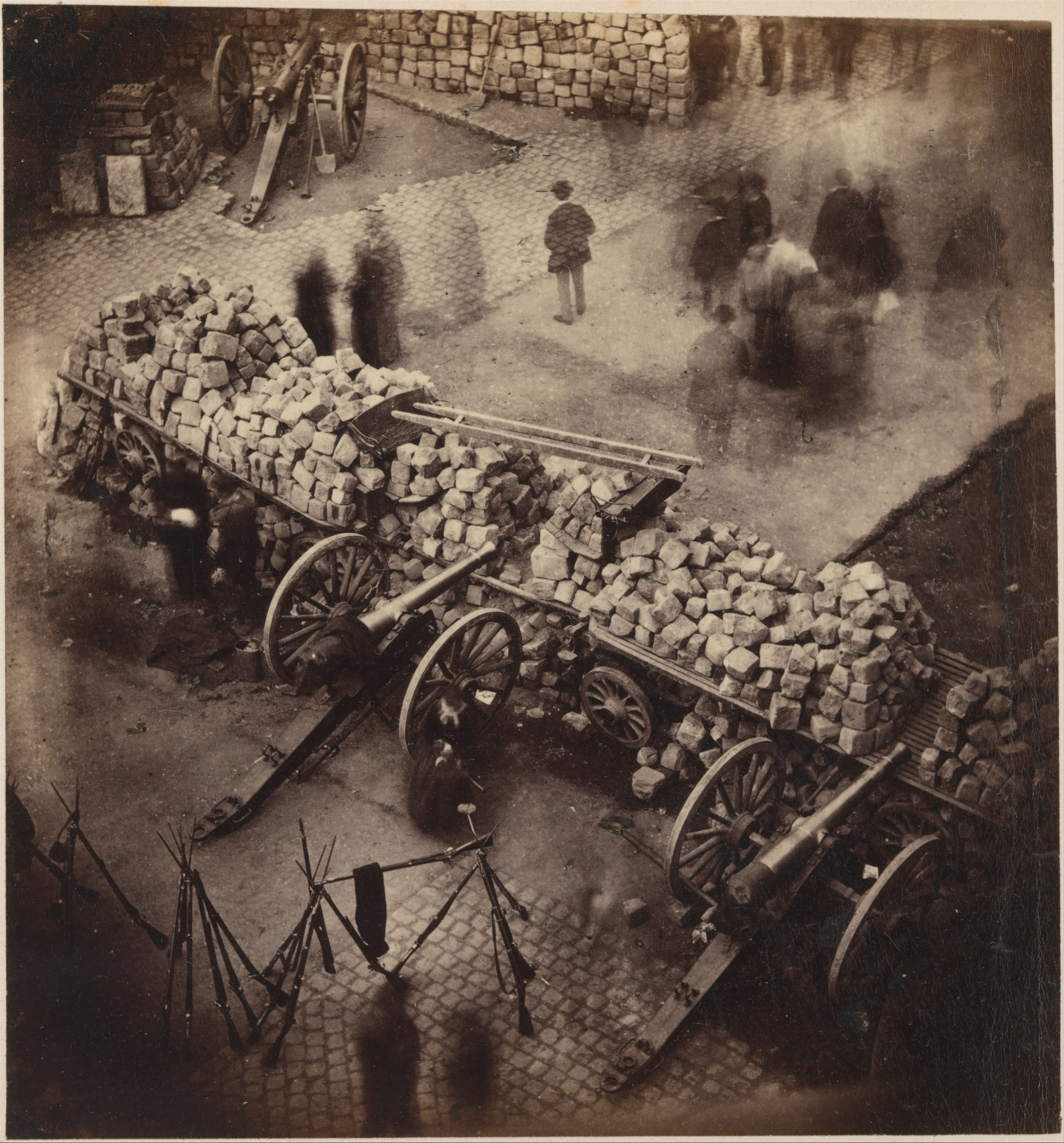
Barricades de la Commune, avril 71. Coin de la place Hotel de Ville & de la rue de Rivoli. Pierre-Ambroise Richebourg.

  - bataille de Courbevoie. Premier combat des insurgés (20 000 à 30 000 hommes) contre les troupes régulières de Versailles (130 000 soldats sous les ordres de Mac-Mahon)[16].
- 3 avril :
  - décret de la Commune sur la séparation de l'Église et de l'État[18] ; suppression du budget des cultes, confiscation des biens de maimorte.
  - victoire des Versaillais à la bataille de Meudon et à la bataille de Rueil[16].
- 4 avril : insurrection à Limoges ; la foule empêche un régiment de ligne de se rendre à  de Versailles par le train et désarme les soldats. La garde nationale et quelques conseillers municipaux proclament la Commune, malgré l'opposition du maire radical Casimir Ranson. La préfecture est envahie et une compagnie de garde nationaux occupe la gare pour arrêter les trains de troupes. Un détachement de cuirassiers intervient et son colonel, Billet, se fait tuer. Les gardes nationaux abandonnent la préfecture pendant la nuit, la gare le lendemain. Les arrestations commencent[25]. La Société populaire et le Conseil municipal sont dissouts.
- Nuit du 4 au 5 avril : fin de la commune de Marseille, sabrée par le général Henri Espivent de La Villesboisnet[26].

- 5 avril :

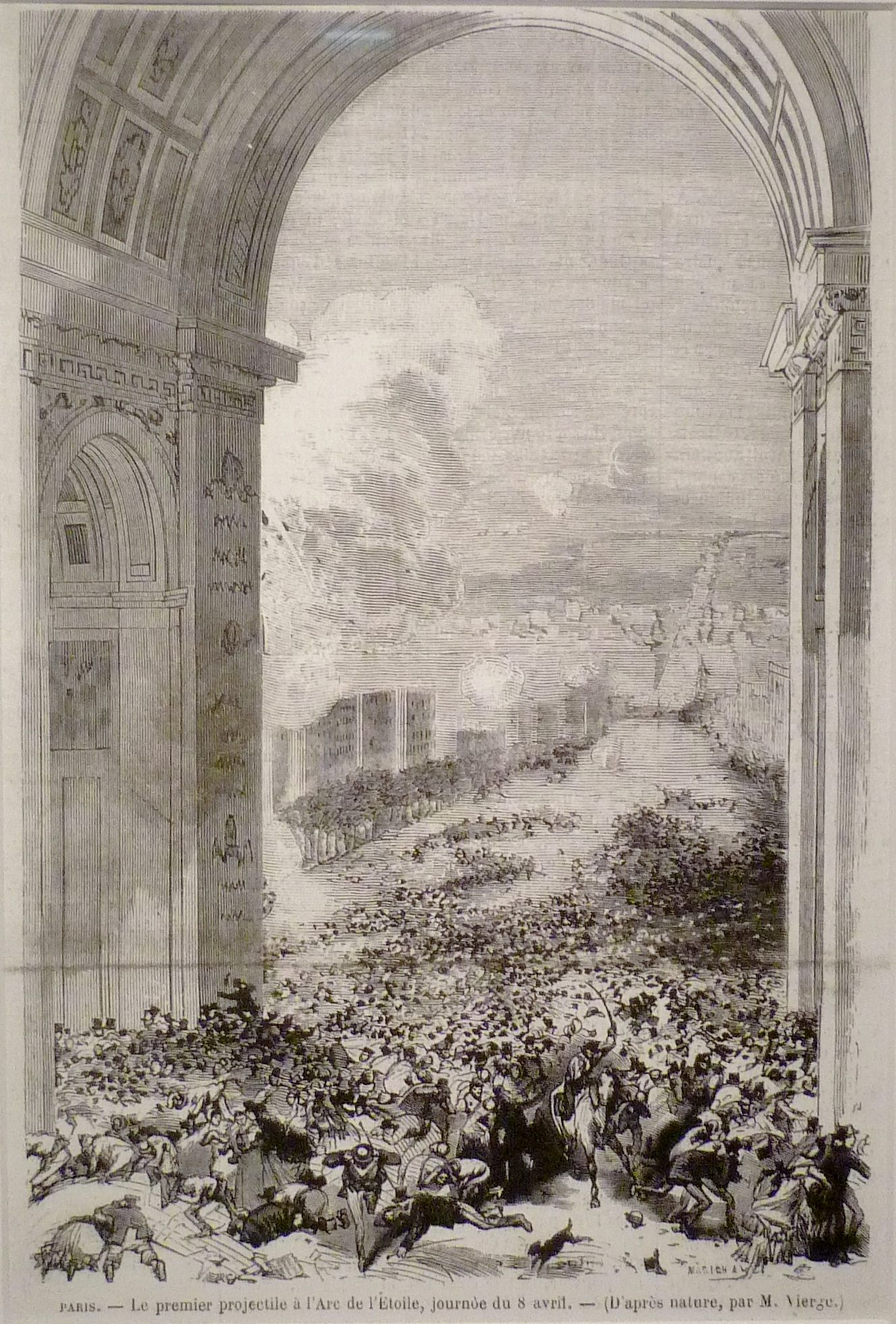
8 avril : des obus touchent l'Arc de Triomphe provoquant la panique des parisiens - Gravure de Daniel Vierge pour Le Monde illustré du 15 avril 1871.

  - manifeste de la Ligue d'union républicaine des droits de Paris pour tenter une conciliation entre la Commune et le gouvernement versaillais[27].
  - début du bombardement de Paris et de ses environs par les troupes versaillaises[28].
- 6 avril : 
  - décret des otages pris par la Commune à la suite des exécutions sans jugement de Flourens et Duval[16].
  - Mac Mahon est nommé commandant en chef de l'armée versaillaise ; elle commence ses opérations le 11 avril[16].
- 11 avril : création de l'Union des femmes pour la défense de Paris et les soins aux blessés par Nathalie Lemel et Élisabeth Dmitrieff[29].
- 12 avril : arrêté de la Commune suspendant toutes poursuites pour échéances[16].
- 16 avril : décret sur la réquisition par les chambres syndicales ouvrières des ateliers abandonnés qui doivent être à terme confiés à des coopératives ouvrières en échange d'indemnités à leurs propriétaires[16].
- 17 avril : moratoire de la Commune sur les échéances commerciales[16]. Il prévoit un délai de remboursement de trois ans, sans intérêts, à partir du 15 juillet 1871.
- 19 avril : la Commune expose son programme et ses principes en publiant la « Déclaration au peuple français »[9].
- 24 avril : les logements abandonnés sont réquisitionnés par la Commune pour les victimes des bombardements[16].

- 25 avril :

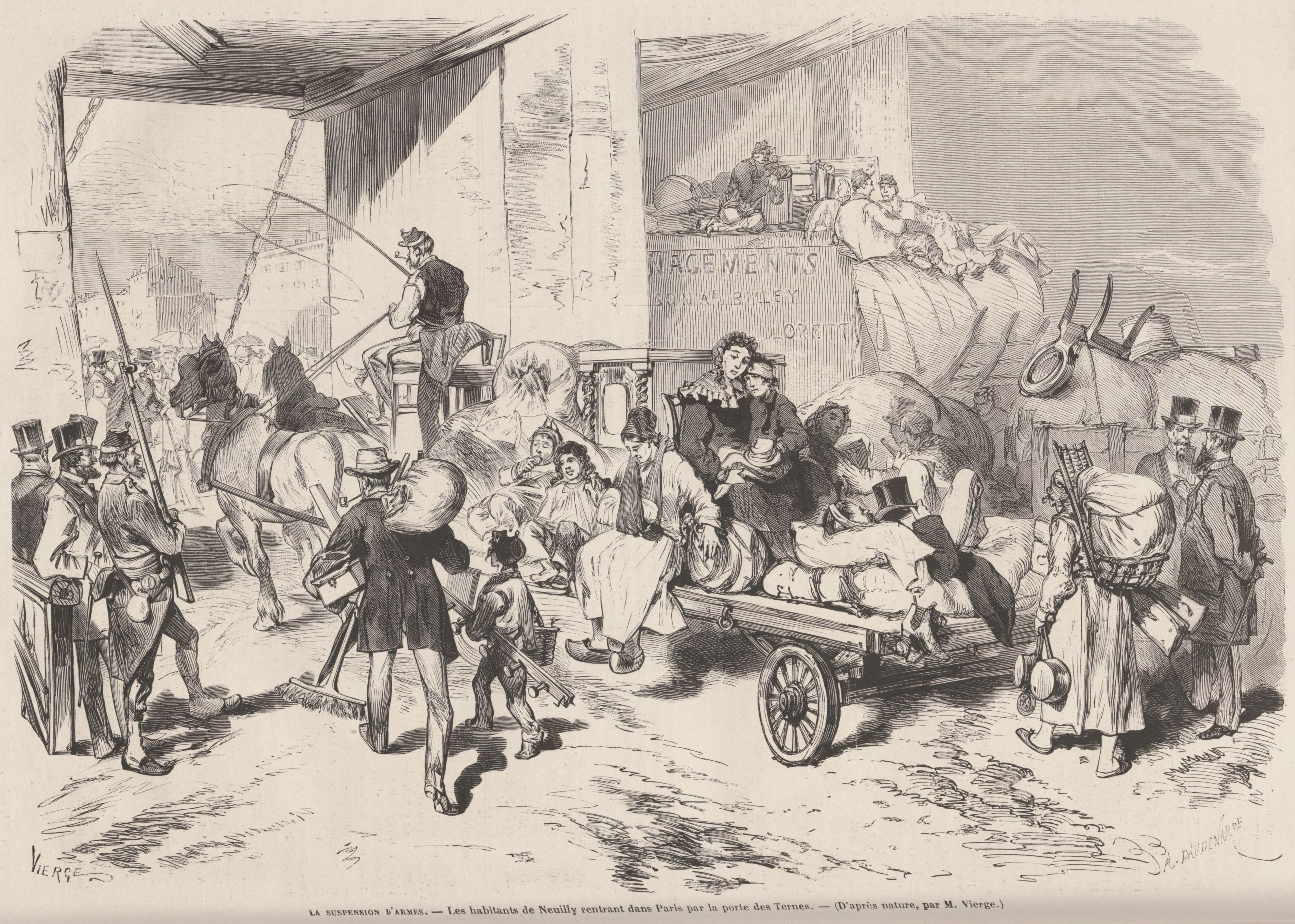
Les habitants de Neuilly rentrant dans Paris par la porte des Ternes, dessin de Daniel Vierge publié dans Le Monde Illustré le 6 mai 1871.

  - les batteries versaillaises ouvrent le feu sur les forts de Vanves et d'Issy[30].
  - une suspension d'armes de quelques heures est convenue pour permettre à la population de Neuilly de rentrer dans Paris[31]
- 27 avril : décret de la Commune interdisant les amendes et retenues opérées par prélèvement sur les salaires ; le travail de nuit est interdit dans les boulangeries ; une commission d'organisation de l'enseignement est instituée pour organiser à Paris l'enseignement laïc, primaire et professionnel[16].
- 28 avril : adresse de la Commune au peuple des campagnes[16].
- 30 avril : démission de Gustave Cluseret, délégué de la Commune à la Guerre, remplacé par Louis Rossel[16].
- 30 avril et 7 mai : élections municipales[29].

### Mai
- 1er mai, Paris : création d’un Comité de salut public par les jacobins et les blanquistes, qui rencontre l’opposition des proudhoniens[16].
- 9 mai : les Versaillais prennent le fort d'Issy[16].
- 10 mai :
  - par le traité de Francfort qui met fin à la guerre franco-prussienne de 1870, l’Allemagne annexe l’Alsace et une partie de la Lorraine (l’actuel département de la Moselle)[32]. Cette perte va être vécue par la France comme un profond traumatisme. De plus, la France doit verser cinq milliards de francs-or d'indemnités (4,9 sont récoltés par une souscription nationale ouverte le 27 juin). À la suite de ce traité, environ 160 000 Alsaciens et Lorrains, refusant de devenir allemands quittent les provinces perdues et s'installent sur le territoire français.
  - démission de Louis Rossel, délégué de la Commune à la Guerre, remplacé par Charles Delescluze[16].
- 13 mai : le comité de salut public fait démolir la maison de Thiers place Saint-Georges et saisir ses biens[33].
- 14 mai : création du Territoire de Belfort à partir de l'ancien arrondissement du Haut-Rhin non annexé par l'Empire allemand[34].
- 15 mai :
  - appel de la Commune aux grandes villes de France[16].
  - vingt-et-un membres de la Commune protestent contre les dérives autoritaires du comité de salut public[16].

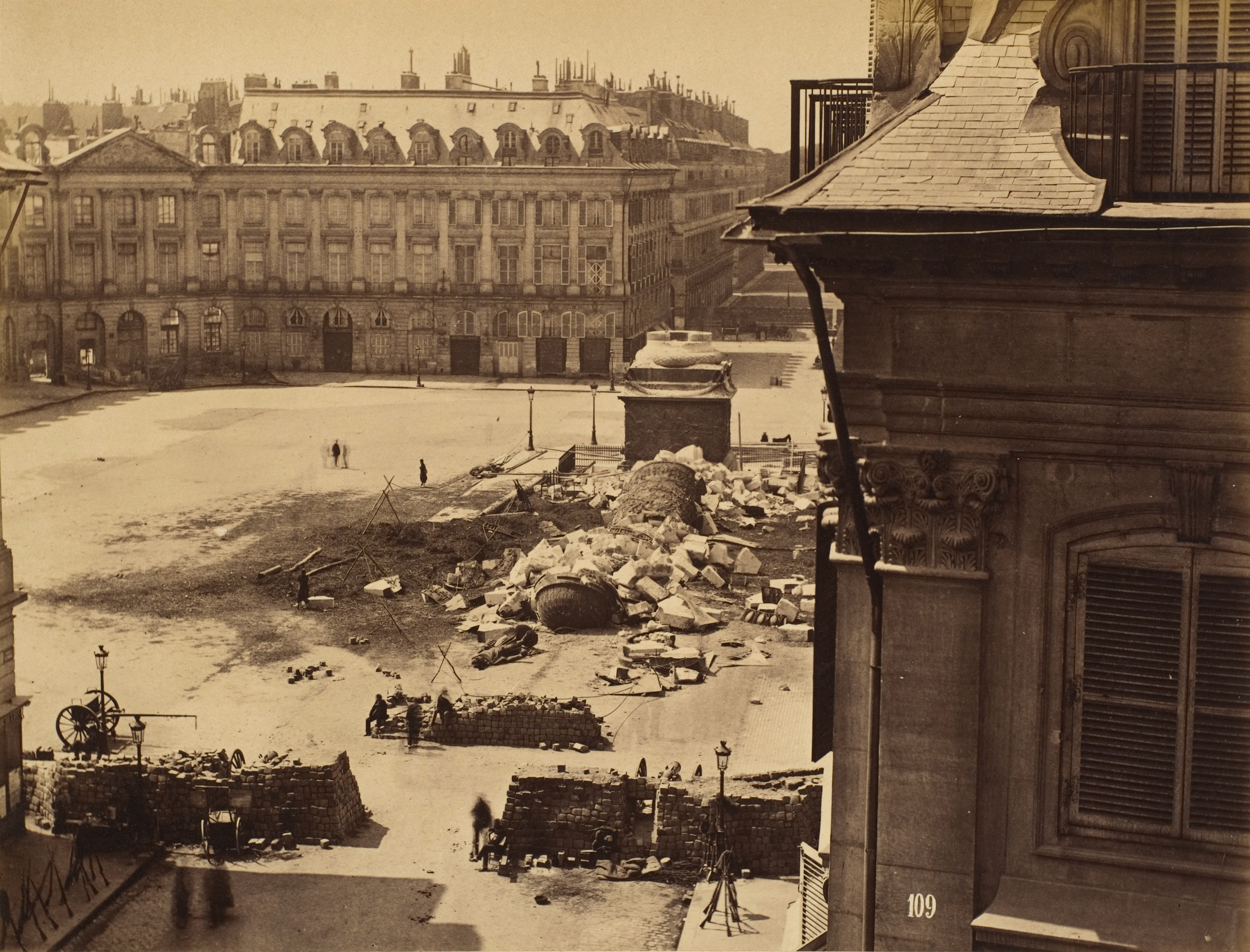
16 mai : La colonne Vendôme renversée

- 16 mai : les Communards mettent à bas la statue de Napoléon sur la colonne de la place Vendôme[16].
- 17 mai : mesures du blanquiste Raoul Rigault, procureur de la Commune, contre les opposants[35].
- 18 mai : l'Assemblée Nationale, réunie à Versailles, ratifie le traité de Francfort[36].
- 19 mai : décret de laïcisation de l'enseignement par la Commune[16].
- 21-28 mai : « Semaine sanglante ». Fin de la Commune de Paris[21].
- 21 mai : entrée des troupes versaillaises dans Paris par la porte de Saint-Cloud[16]. Les Versaillais entreprennent de prendre la capitale rue par rue, où se dressent plus de cinq cents barricades[37].
- 23 mai : exécution de Gustave Chaudey, ordonnée par le procureur de la Commune Raoul Rigault[38].

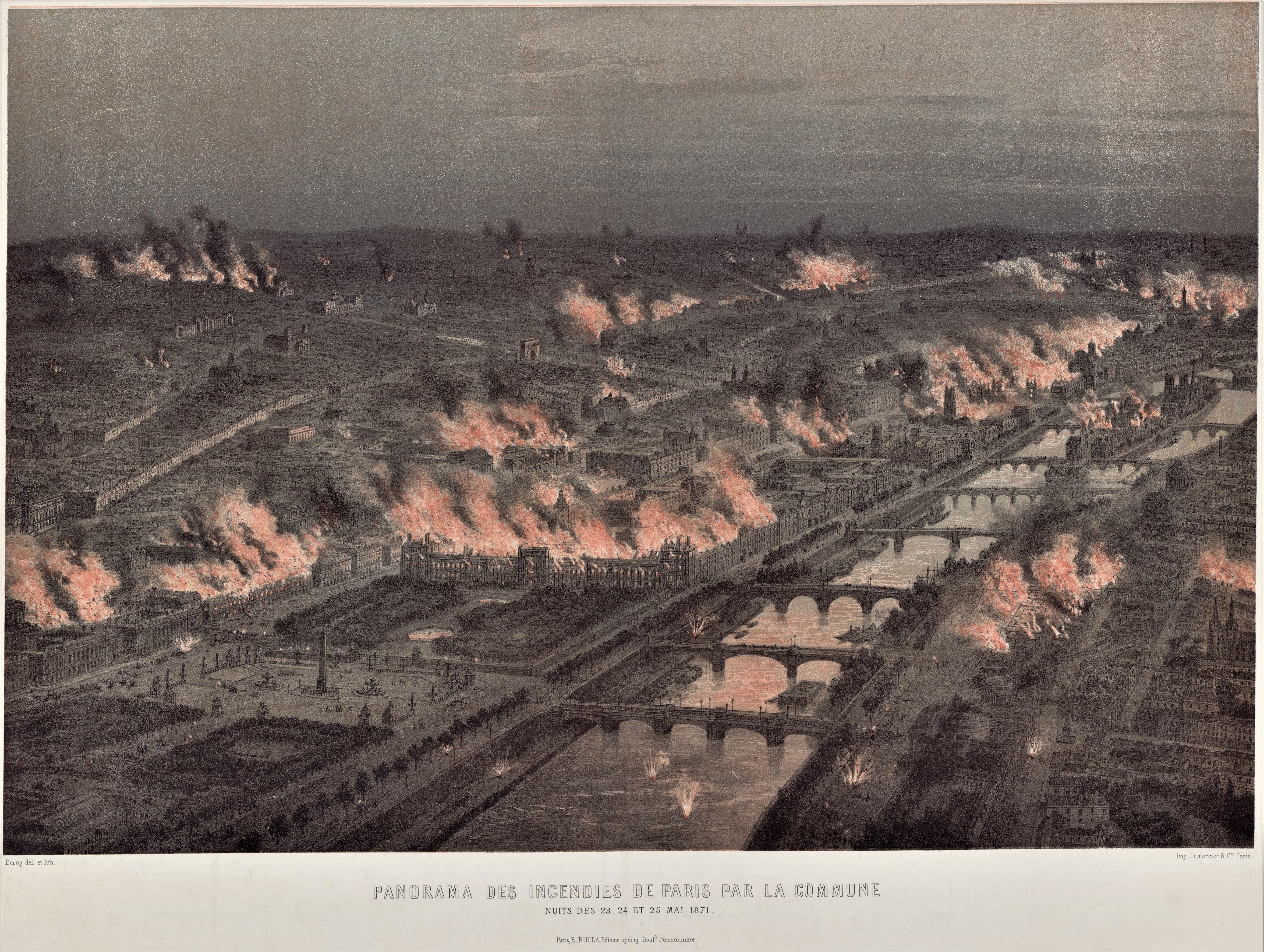
Panorama des incendies dans Paris du 23 au 25 mai - Lithographie d'Auguste Victor Deroy - Musée Carnavalet.

- 23-26 mai : les communards brûlent plusieurs édifices publics (Tuileries, Hôtel de Ville, Cour des comptes, Conseil d’État, ministère des Finances...)[33].
- 24 mai : exécution à la Roquette des otages Georges Darboy, archevêque de Paris, Louis Bernard Bonjean, Léon Du Coudrai , Michel Allard, Alexis Clerc et Gaspard Deguerry[39].
- 24 et 25 mai : Wroblewski résiste aux Versaillais à la bataille de la Butte-aux-Cailles avec 3 500 fédérés[40].
- 24-26 mai : quatre cent vingt quatre fédérés prisonniers sont fusillés au parc Monceau et à Montmartre. Les insurgés répliquent par l’exécution de cinquante deux otages, rue Haxo, le 26 mai[37].

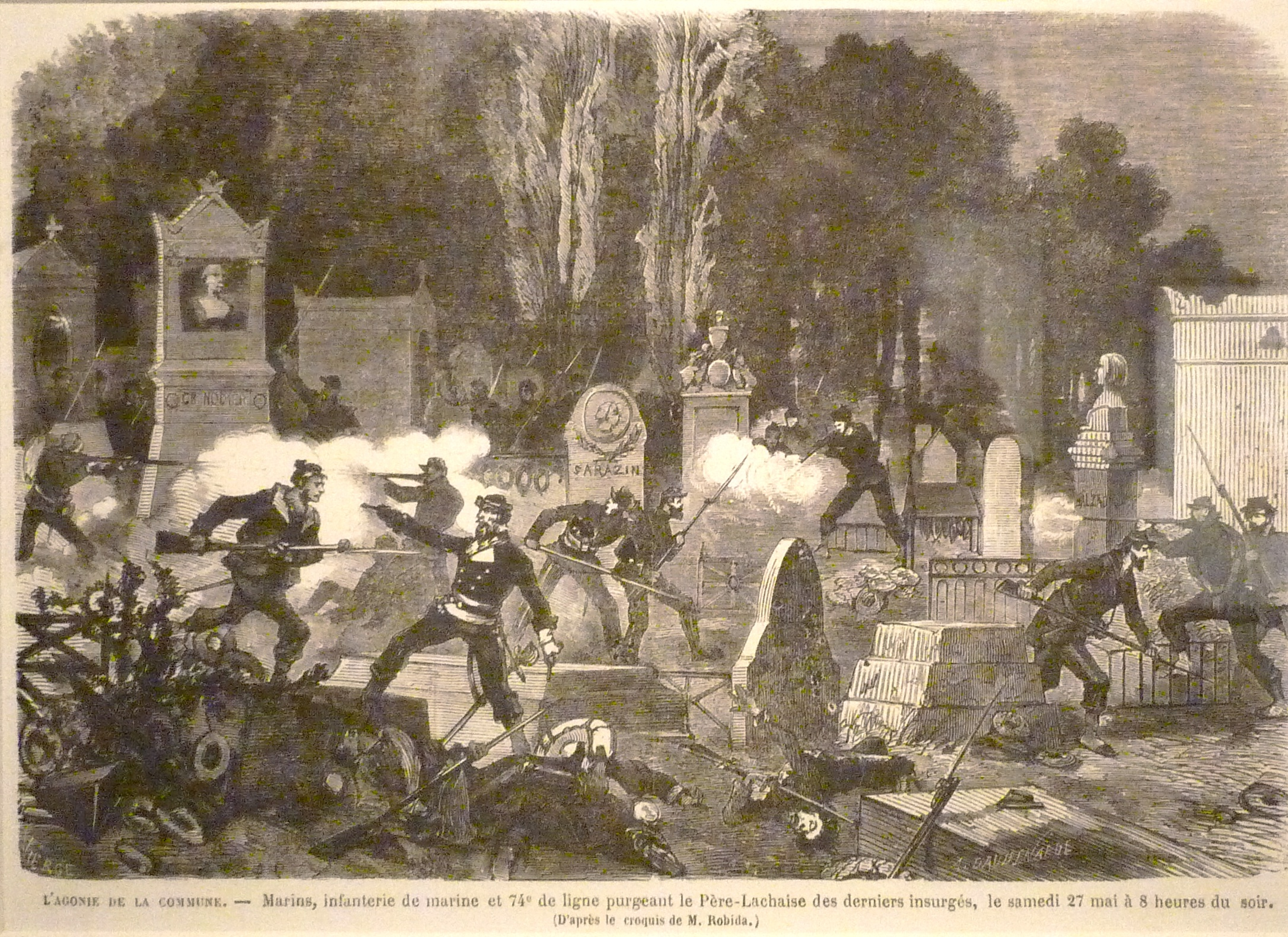
27 mai : derniers combats au cimetière du Père-Lachaise - Gravure d'Amédée Daudenarde pour Le Monde illustré du 24 juin 1871.

- 27 mai : derniers combats au Père-Lachaise[37].

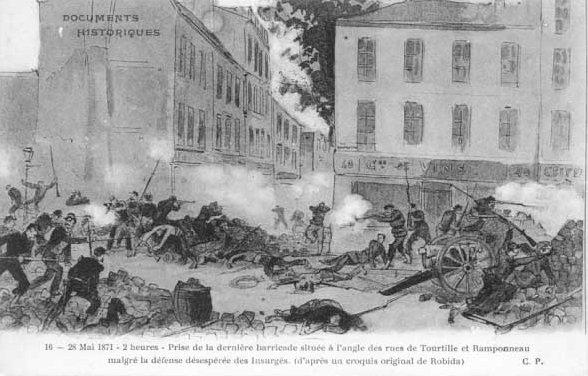
28 mai 1871, 2 heures, prise de la dernière barricade située à l'angle des rues Tourtille et Ramponneau malgré la défense désespérée des insurgés. Carte postale d'après un dessin d'Albert Robida.

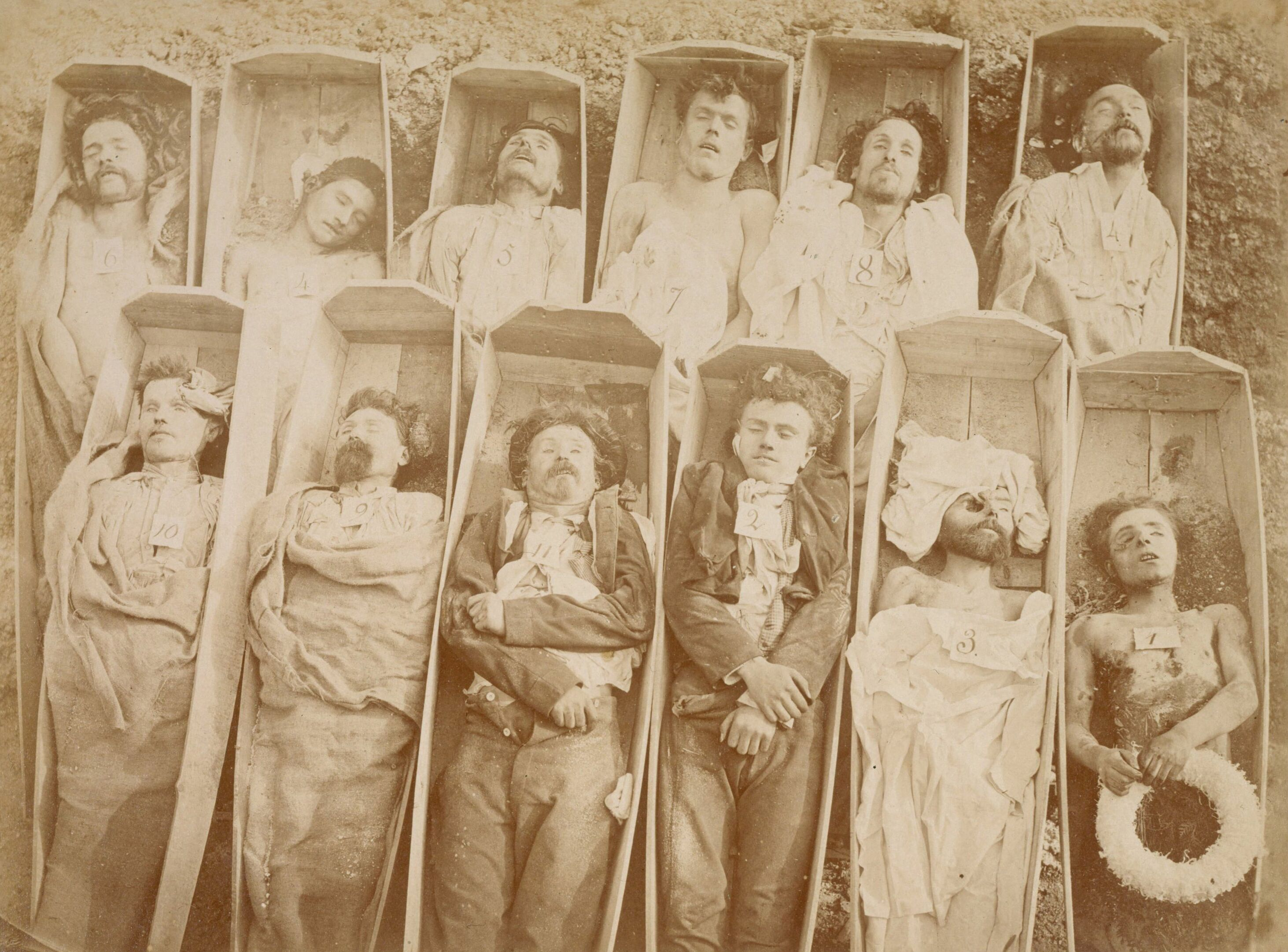
Cadavres d'insurgés dans leurs cercueils, photographie attribuée à Eugène Disdéri, 1871.

- 28 mai : chute du dernier bastion communard rue Ramponeau[37]. Exécution des défenseurs de la Commune de Paris devant le mur des fédérés. Selon Rochefort, de 20 000 à 35 000 partisans de la Commune sont exécutés, dont 3 500 fusillés sans jugement[37]. L'historien britannique Robert Tombs avance, lui, le chiffre de 6 000 à 7 500 morts dus aux combats et à la répression au total[41].
- 29 mai : reddition de la garnison communaliste de Vincennes[16].

### Juin

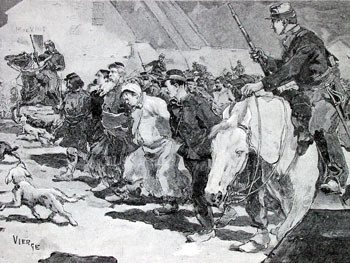
Prisonniers de la commune conduits vers Versailles

- Mise en place à Versailles de vingt-deux conseils de guerre chargés de juger 38 000 insurgés arrêtés[42]. 270 personnes sont condamnées à mort (dont 23 exécutés), 410 aux travaux forcés, 3 989 à des peines de prison, 322 au bannissement, et 7 500 sont déportés en Algérie et en Nouvelle-Calédonie. Cinquante-six enfants sont placés en maison de correction[43].

### Juillet
- 2 juillet : victoire des républicains dans 39 départements sur 47 concernés lors d’élections partielles ; ils remportent 99 sièges sur 114[44].
- 5 juillet : le comte de Chambord, candidat des légitimistes au trône de France, publie un manifeste dans lequel il annonce sa fidélité au drapeau blanc[45].
- 23 et 30 juillet : succès des républicains aux élections municipales à Paris[46].

### Août

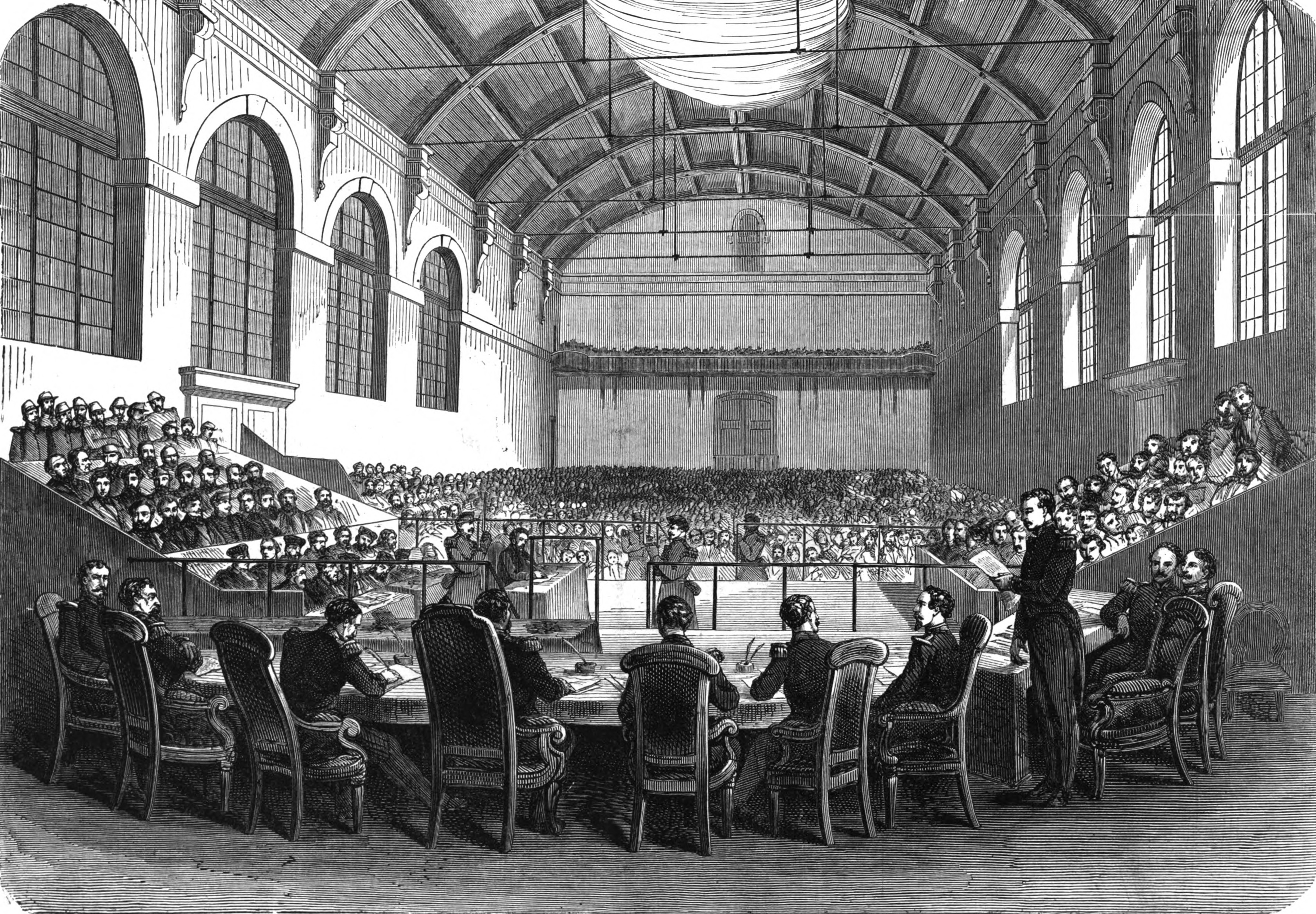
Conseil de guerre siégeant dans le manège de la Grande Ecurie de Versailles pour juger les insurgés communards prisonniers, 1871.

- 7 août : ouverture dans la salle du manège de la Grande Écurie à Versailles du procès des « dix-sept » devant le troisième conseil de guerre ; Ferré, Assi, Jourde, Paschal Grousset, Régère, Billioray, Courbet, Urbain, Victor Clément, Trinquet, Champy, Rastoul, Verdure, Descamps, Parent, membres de la Commune, Ferrat, Lullier, membres du Comité Central[42].
- 10 août : loi du 10 août 1871, qui élève les départements au rang de collectivité territoriale de plein droit ; le Conseil général a désormais la compétence générale pour régler les affaires d’intérêt départemental
- 31 août : l'Assemblée Nationale, divisée entre légitimistes, orléanistes et républicains, se proclame Assemblée Constituante[47] ; la « loi Rivet » donne à Adolphe Thiers le titre de Président de la République. Thiers fait proroger son mandat « jusqu'à l'établissement des institutions définitives » et augmenter ses pouvoirs[48].

### Septembre

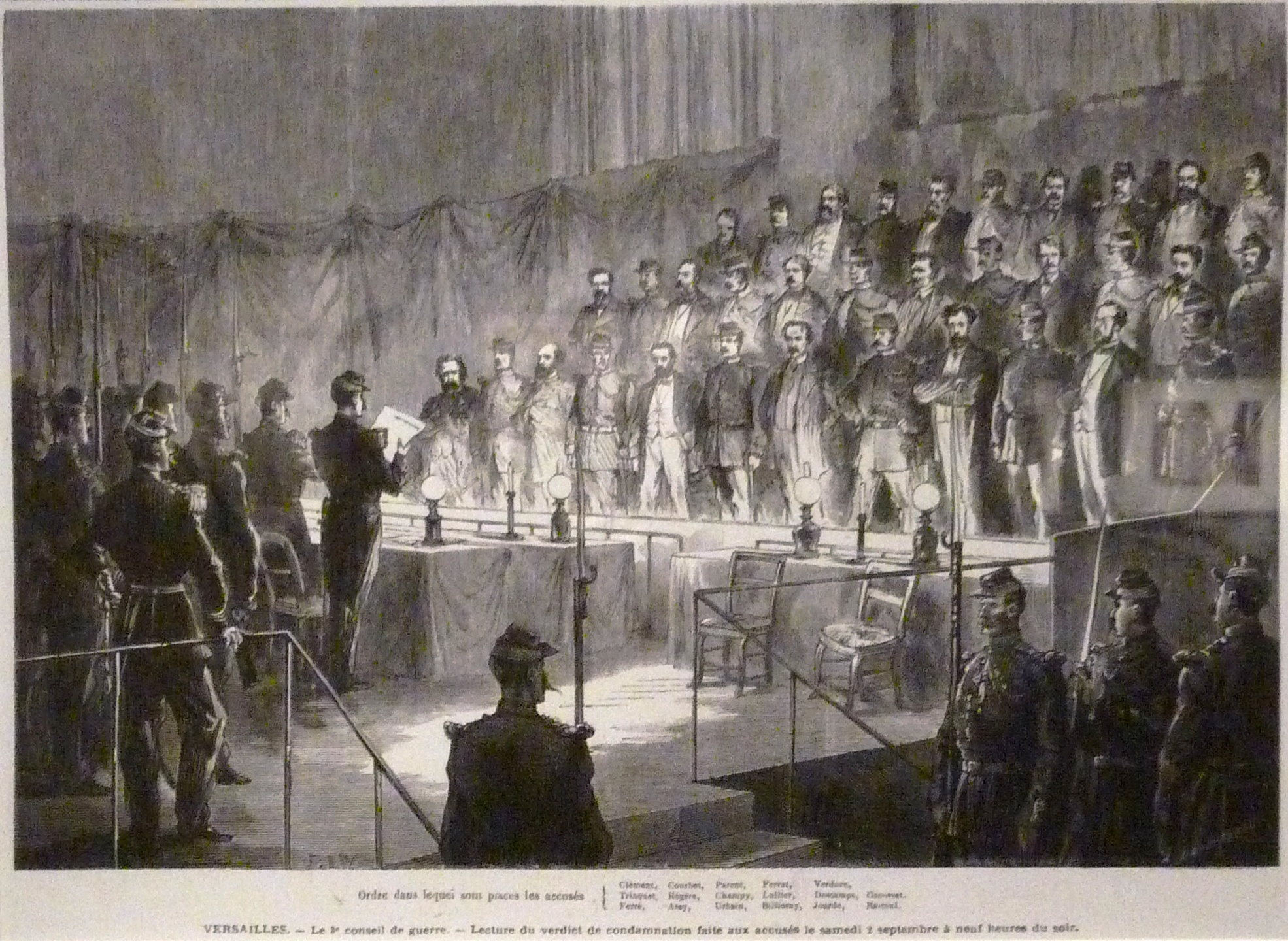
Verdict du 2 septembre 1871.

- 2 septembre : verdict du procès des « dix-sept ». Le conseil de guerre prononce deux peines capitales (Ferré et Lullier, dont la peine est commuée), deux aux travaux forcés à perpétuité (Urbain et Trinquet), sept à la déportation dans une enceinte fortifiée (Assi, Billioray, Champy, Régère, Paschal Grousset, Ferrat et Verdure), deux à la déportation simple (Jourde et Rastoul), quatre à la prison (six mois pour Courbet, trois mois pour Victor Clément) et deux acquittements (Descamps et Parent)[49],[50].

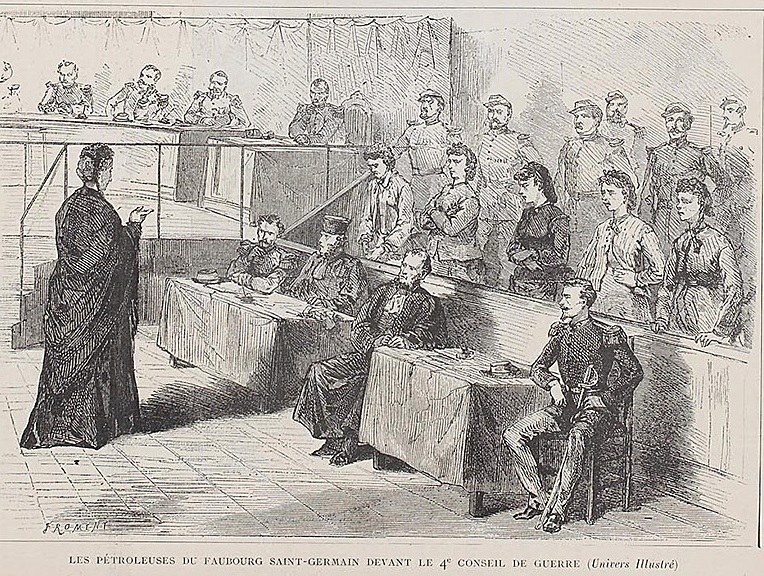
Procès des « pétroleuses » du faubourg Saint-Germain devant le 4e conseil de guerre

- 4 septembre : ouverture du procès des « pétroleuses » devant le 4e Conseil de guerre. Cinq femmes, ambulancières ou cantinières de la commune, Élisabeth Rétiffe, Joséphine Marchais, Léontine Suétens, Eulalie Papavoine, Lucie Maris, épouse Bocquin, sont accusées d'avoir participé aux émeutes et à l'incendie des monuments publics et condamnées : Rétiffe, Suétens et Marchais à la peine de mort (peines commuées) ; Eulalie Papavoine à la déportation dans une enceinte fortifiée, Bocquin à dix ans de prison[49],[50].
- 17 septembre : inauguration du tunnel ferroviaire du Mont-Cenis[51].
- 17 - 23 septembre : conférence de l’Association internationale des travailleurs (Première Internationale) à Londres[52] ; triomphe des thèses de Karl Marx face aux idées libertaires de Proudhon et de Bakounine[53].

### Octobre
- 8 et 15 octobre : les élections cantonales confirment le succès des Républicains[54].
- 28 octobre : première licence ès lettres obtenue par une femme, Julie-Victoire Daubié à la Sorbonne[55].

### Novembre
- 28 novembre : exécution au camp de Satory de Louis-Nathaniel Rossel, le seul officier rallié à la Commune de Paris, ancien Ministre délégué à la Guerre, de Théophile Ferré et du sergent Pierre Bourgeois du 45e de ligne[16].
- 23 novembre : le commissaire impérial chinois présente ses excuses au président Adolphe Thiers pour le massacre des Français à Tianjin en 1870[56].
- 30 novembre : Gaston Crémieux, chef modéré de la Commune de Marseille est fusillé à 7 heures du matin, au champ de tir du Pharo. Après six mois d'emprisonnement, il est le seul des chefs insurgés à qui le gouvernement d'Adolphe Thiers a refusé la grâce[57].

### Décembre
- 30 décembre : fondation de la société Les Petits-Fils de François Wendel et Cie dirigée par Henri et Robert de Wendel[58].